# Florestano Vancini
Florestano Vancini, född 24 augusti 1926 i Ferrara, Emilia-Romagna, död 18 september 2008 i Rom, var en italiensk filmregissör och
manusförfattare.

## Filmografi i urval
- 1955 – Den åtrådda (manus)
- 1960 – La lunga notte del '43 (manus och regi)
- 1962 – Casaroli-ligan (regi)
- 1963 – La calda vita (regi)
- 1966 – Vendetta (regi)
- 1976 – Utsökta lik (roll)
- 1984 – Ett glas snö (manus och regi)
- 1986 – Bläckfisken (TV-serie) (regi)
- 1992 – Spanska trappan (TV-serie) (manus och regi)